# BR-Klasse 09
Die British-Rail-Klasse 09 ist eine Diesellokomotive mit der Achsfolge 0-6-0, die in erster Linie für den Rangierdienst und auch für Gütertransporte auf kurzen Strecken entlang von Nebenstrecken bestimmt ist.
Die 26 Lokomotiven sind fast identisch mit den zahlreicheren Rangierlokomotiven der Klasse 08, haben aber ein anderes Getriebe, was eine höhere Höchstgeschwindigkeit von 44 km/h (27,5 mph) auf Kosten einer geringeren Zugkraft ermöglicht. Sie wurden von 1959 bis 1962 eingeführt und waren zuletzt in der Southern Region der British Railways im Einsatz, obwohl ein Teil der Baureihe ursprünglich Depots in den Midlands und im Norden zugewiesen war. Weitere Lokomotiven wurden 1992 aus der Klasse 08 umgebaut; nach diesem Umbau und der Privatisierung 1997 wurde die Baureihe viel weiter verbreitet.

## Einsätze im Personenverkehr
Obwohl sie normalerweise nicht für Personenzüge vorgesehen waren, wurden die Fahrzeuge der Klasse 09 zwischen Clapham Junction und Kensington Olympia vor Nahverkehrszügen eingesetzt, wenn die eigentlich vorgesehenen Dieseltriebwagen der Klasse 33 nicht verfügbar waren.
In Brighton wurden die Lokomotiven regelmäßig vor lokbespannten Sonderzügen eingesetzt, die durchgehend über die East Coastway Line und die West Coastway Line verkehrten, und im Bahnhof Brighton Kopfmachen mussten. Da das einzige Gleis in diesem Kopfbahnhof Brighton, welches das Kopfmachen durchgehender Züge auf den beiden Strecken ermöglicht, aufgrund der Anordnung der Weichen lediglich Platz für Züge mit maximal vier Wagen bietet, wurde bei solchen Zügen jeweils am anderen Zugende eine 09 eingesetzt, um den Zug rückwärts zwischen Brighton und dem Bahnhof Preston Park auf der Brighton Main Line zu befördern. So konnte die zwischen Preston Park und Hove bestehende Verbindungsstrecke durch den Cliftonville-Tunnel erreicht werden, die eine direkte Verbindung zwischen der Brighton Main Line und der West Coastway Line unter Umgehung des Bahnhofs Brighton ermöglicht. Die planmäßigen Lokomotiven blieben dabei in Rückwärtsfahrt am anderen Zugende und konnten durch dieses zweimalige Kopfmachen die Weiterführung jeweils wieder übernehmen.

## Lackierungen
Seit der Privatisierung von British Rail wurden folgende Lackierungen durchgeführt:
- 09006/007/019/024 in Mainline Freight Lackierung
- 09008 in EWS-Lackierung
- 09025 in Connex-Lackierung[3]
- 09204 in Arriva TrainCare-Lackierung[7]
- 09201 in Railfreight-Grau und arbeitet derzeit in der Region Knottingley bei dem EWS-Depot

## Unterklassen

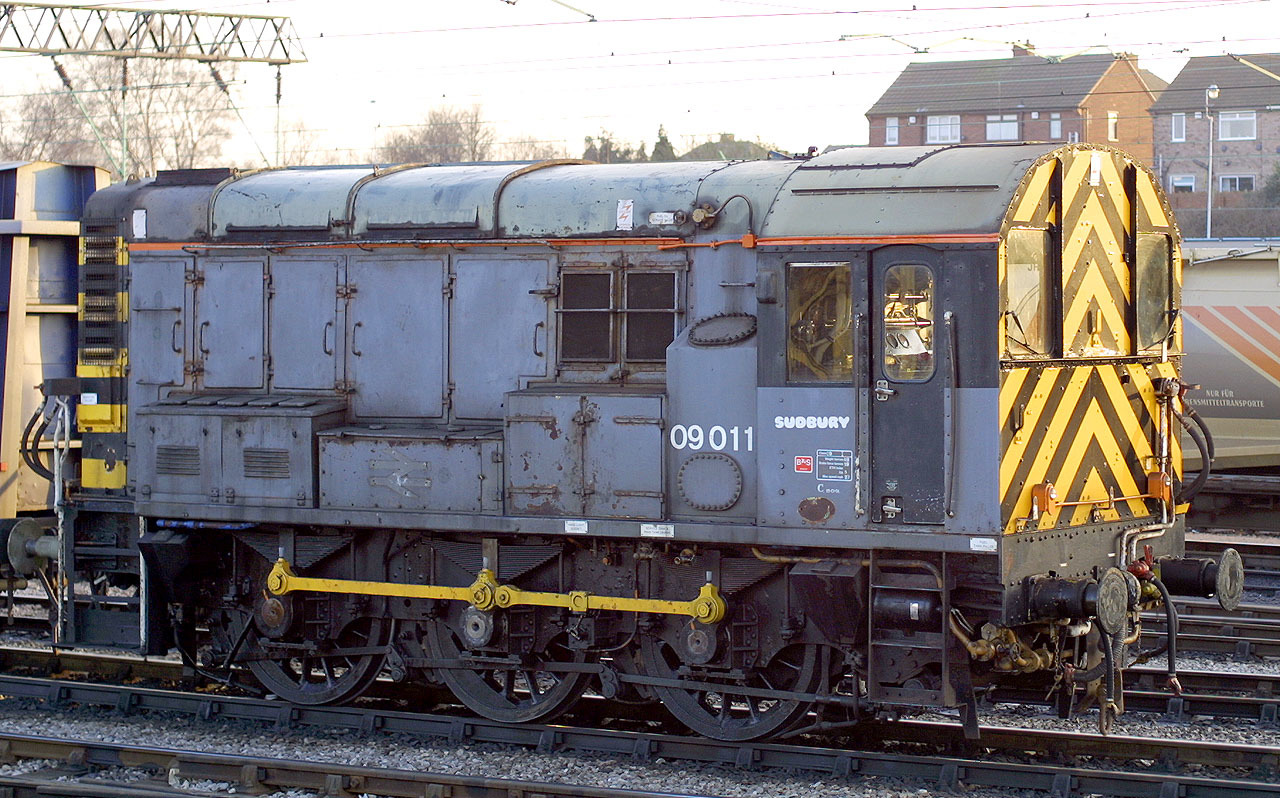
09011 in Bescot am 16. Februar 2001

Die ursprünglichen 26 Lokomotiven (Baujahr 1959–1962) wurden zur Unterbaureihe 09/0, als 1992 weitere Lokomotiven der Baureihe 08 umgebaut wurden, die zu den Unterbaureihen 09/1 und 09/2 wurden.

### Klasse 09/0
| TOPS Code | Elektrisches System | Maximale Geschwindigkeit | Gewicht                                       | Bremsen   | Anzahl der Routen | Anmerkungen                             |
| --------- | ------------------- | ------------------------ | --------------------------------------------- | --------- | ----------------- | --------------------------------------- |
| 09-0AX    | 110V                | 27,5 mph (44,3 km/h)     | 50,4 lange Tonnen (51,2 t; 56,4 kurze Tonnen) | Dual      | ?                 | Originales design                       |
| 09-0BA    | 110V                | 27,5 mph (44,3 km/h)     | 51,0 lange Tonnen (51,8 t; 57,1 kurze Tonnen) | Druckluft | 6                 | Kniehebelkupplungen montiert (09003/11) |

### Klasse 09/1 & 09/2
| TOPS Code | Elektrisches System | Maximale Geschwindigkeit | Gewicht                                       | Bremsen   | Anzahl der Routen | Anmerkungen                          |
| --------- | ------------------- | ------------------------ | --------------------------------------------- | --------- | ----------------- | ------------------------------------ |
| 09-1AX    | 110 V               | 27,5 mph (früher 20 mph) | 50,4 lange Tonnen (51,2 t; 56,4 kurze Tonnen) | Dual      | ?                 |                                      |
| 09-1BX    | 110 V               | 27,5 mph (früher 15 mph) | 50,4 lange Tonnen (51,2 t; 56,4 kurze Tonnen) | Dual      | ?                 |                                      |
| 09-1CX    | 110 V               | 27,5 mph (44,3 km/h)     | 49,0 lange Tonnen (49,8 t; 54,9 kurze Tonnen) | Dual      | ?                 | mit Kniehebelkupplungen ausgestattet |
| 09-1EA    | 110 V               | 27,5 mph (44,3 km/h)     | 51,0 lange Tonnen (51,8 t; 57,1 kurze Tonnen) | Druckluft | 6                 | mit Kniehebelkupplungen ausgestattet |
| 09-2AA    | 90 V                | 27,5 mph (44,3 km/h)     | 49,6 lange Tonnen (50,4 t; 55,6 kurze Tonnen) | Druckluft | ?                 |                                      |
| 09-2BX    | 90 V                | 27,5 mph (44,3 km/h)     | 50,5 lange Tonnen (51,3 t; 56,6 kurze Tonnen) | Dual      | ?                 |                                      |
| 09-2DA    | 90 V                | 27,5 mph (44,3 km/h)     | 51,0 lange Tonnen (51,8 t; 57,1 kurze Tonnen) | Druckluft | 6                 | mit Kniehebelkupplungen ausgestattet |

## Erhaltung
Zwölf Loks der Klasse sind derzeit (2020) noch erhalten:
- 09001 Ex DB Schenker bei Peak Rail (Heritage Shunters Trust)
- D3668 (09004) bei der Swindon & Cricklade Railway
- D3721 (09010) bei der South Devon Railway
- D4100 (09012) „Dick Hardy“ bei der Severn Valley Railway (nach dem Verkauf an die Eisenbahn im Februar 2013)
- 09015 bei der Avon Valley Railway
- 09017 im National Railway Museum
- 09018 bei der Bluebell Railway
- 09019 bei der West Somerset Railway
- 09024 bei der East Lancashire Railway
- D4113 (09025) bei der Lavender Line
- 09026 „Cedric Wares“ bei der Spa Valley Railway
- 09107 bei der Severn Valley Railway